# Izohumida
Izohumida (izo + gr. humidus = „wilgotny”) – izolinia na mapie klimatycznej lub diagramie łącząca punkty o takiej samej wilgotności względnej powietrza w tym samym czasie. Wyraz ten pochodzi z języka greckiego.